# دیبا زاهدی
دیبا زاهدی (زادهٔ ۹ مهر ۱۳۷۰ در تهران) بازیگر اهل ایران است.

## فیلم‌شناسی

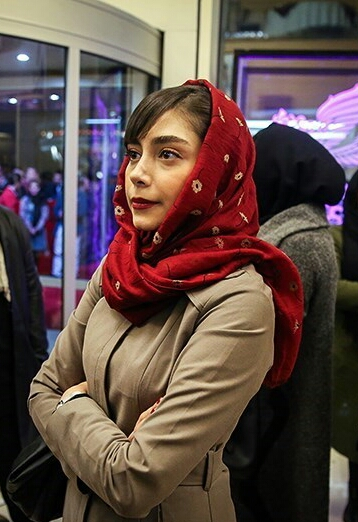
دیبا زاهدی - ۱۳۹۴

### سینما
| سال  | عنوان           | نقش        | کارگردان         | منبع  |
| ---- | --------------- | ---------- | ---------------- | ----- |
| ۱۳۹۲ | پنج ستاره       | مریم       | مهشید افشارزاده  | [ ۱ ] |
| ۱۳۹۴ | بادیگارد        | مریم ذبیحی | ابراهیم حاتمی‌کیا | [ ۲ ] |
| ۱۳۹۴ | سایه            |            | مسعود نوابی      |       |
| ۱۳۹۵ | توچال           |            | محمد آهنگرانی    |       |
| ۱۳۹۵ | آزاد به قید شرط |            | حسین شهابی       |       |
| ۱۳۹۶ | اگزما           |            | مهران مهدویان    |       |
| ۱۳۹۷ | تیغ و ترمه      | ترمه       | کیومرث پوراحمد   |       |
| ۱۳۹۸ | لامینور         |            | داریوش مهرجویی   | [ ۳ ] |
| ۱۴۰۱ | سرهنگ ثریا      |            | لیلی عاج         |       |

### تلویزیون
| سال  | عنوان      | نقش | کارگردان          | منبع |
| ---- | ---------- | --- | ----------------- | ---- |
| ۱۳۹۸ | سرگذشت     |     | سید جمال سیدحاتمی |      |
| ۱۳۹۹ | ۸۷ متر     |     | کیانوش عیاری      |      |
| ۱۳۹۹ | بوم و بانو |     | سعید سلطانی       |      |
| ۱۴۰۰ | هم‌بازی     |     | سروش محمدزاده     |      |

### نمایش خانگی
| سال  | عنوان               | نقش | کارگردان                 | منبع |
| ---- | ------------------- | --- | ------------------------ | ---- |
| ۱۳۹۷ | نهنگ آبی            |     | فریدون جیرانی            |      |
| ۱۳۹۹ | آقازاده             |     | بهرنگ توفیقی             |      |
| ۱۴۰۰ | آنها                |     | مهدی آقاجانی میلاد جرموز |      |
| ۱۴۰۱ | شب‌های مافیا: زودیاک |     | محمدرضا رضاییان          |      |
| ۱۴۰۱ | روزی روزگاری مریخ   |     | پیمان قاسم خانی          |      |
| ۱۴۰۲ | گناه فرشته          |     | حامد عنقا                |      |
| ۱۴۰۳ | جنگل آسفالت         |     | پژمان تیمورتاش           |      |

### تئاتر
| سال  | عنوان                   | نقش | کارگردان          | منبع |
| ---- | ----------------------- | --- | ----------------- | ---- |
| ۱۴۰۲ | جنون محض                |     | علیرضا کوشک جلالی |      |
| ۱۴۰۳ | آگنیتاژ                 |     | حسین کارگر        |      |
| ۱۴۰۳ | صخره ای در میان رودخانه |     | رضا موسوی         |      |